# Desai Williams
Empson Othman Desai Williams (ur. 12 czerwca 1959 w Basseterre, zm. 13 kwietnia 2022 w Mississauga) – kanadyjski lekkoatleta, sprinter, medalista Igrzysk Olimpijskich.
Desai odniósł kilka indywidualnych sukcesów:
- brązowy medal w biegu na 200 metrów podczas Olympic Boycott Games (Filadelfia 1980)[2]
- srebrny medal Uniwersjady (Edmonton 1983) (podczas tych zawodów wywalczył także srebro w sztafecie 4 × 100 metrów[3][4])
- 6. miejsce na Igrzyskach Olimpijskich (Seul 1988)
- wielokrotne mistrzostwo Kanady (w tym 4 tytuły w biegu na 100 metrów)

jednak większe osiągnięcia notował jako członek kanadyjskiej sztafety 4 × 100 metrów:
- brązowy medal igrzysk olimpijskich (Los Angeles 1984)
- 4. miejsce podczas mistrzostw świata (Rzym 1987)

## Rekordy życiowe
- bieg na 100 metrów – 10,11 (1988)
- bieg na 200 metrów – 20,29 (1983)